# Pochwodziób czarnodzioby
Pochwodziób czarnodzioby (Chionis minor) – gatunek średniej wielkości ptaka z rodziny pochwodziobów (Chionidae). Występuje na subantarktycznych wyspach południowego Oceanu Indyjskiego. Nie jest zagrożony.

## Systematyka
Gatunek został opisany naukowo przez G. Hartlauba w 1841 roku. Miejsce typowe nie zostało wskazane (opisywany był okaz z kolekcji w Lejdzie), ale egzemplarz pochodził z Wysp Kerguelena. Epitet gatunkowy minor oznacza „mniejszy”. Wyróżniane są cztery podgatunki żyjące na odosobnionych archipelagach, między którymi praktycznie nie następuje mieszanie genów (oprócz przypadków zawędrowania ptaka za pośrednictwem statku).

## Morfologia
Pochwodziób czarnodzioby jest średniej wielkości ptakiem, mierzy od 38 do 41 cm, rozpiętość skrzydeł to 74–79 cm, a masa ciała dorosłego osobnika to 450–760 g. Samice są nieco mniejsze od samców. Dziób, jego rogowa pochewka i skóra twarzy są charakterystycznie czarne, obrączka oczna jest różowa. Upierzenie jest białe, nogi są krótkie, od różowobiałych do purpurowoczarnych i nie mają błon między palcami. Młode ptaki mają generalnie ciemniejsze nogi.

## Występowanie
Gatunek występuje na dużym obszarze, jego cztery podgatunki zamieszkują Wyspy Księcia Edwarda (marionensis), Wyspy Crozeta (crozettensis), Wyspy Kerguelena (minor) oraz Wyspy Heard i McDonalda (nasicornis).

## Pożywienie
Ptaki te są wszystkożerne i oportunistyczne. Żerują w strefie międzypływowej, jedząc glony, mięczaki, pierścienice, stawonogi, skorupiaki (jak kryl), ryby i kałamarnice. Podkradają pokarm złowiony przez pingwiny, zjadają ich jaja i małe pisklęta. Jedzą także myszy, resztki ludzkiego jedzenia i pokarm zwierząt domowych, padlinę, odchody pingwinów i płetwonogich, a nawet ich krew, mleko i łożyska. Dieta zimą składa się głównie z glonów, latem obejmuje więcej pokarmu zwierzęcego.

## Zachowania

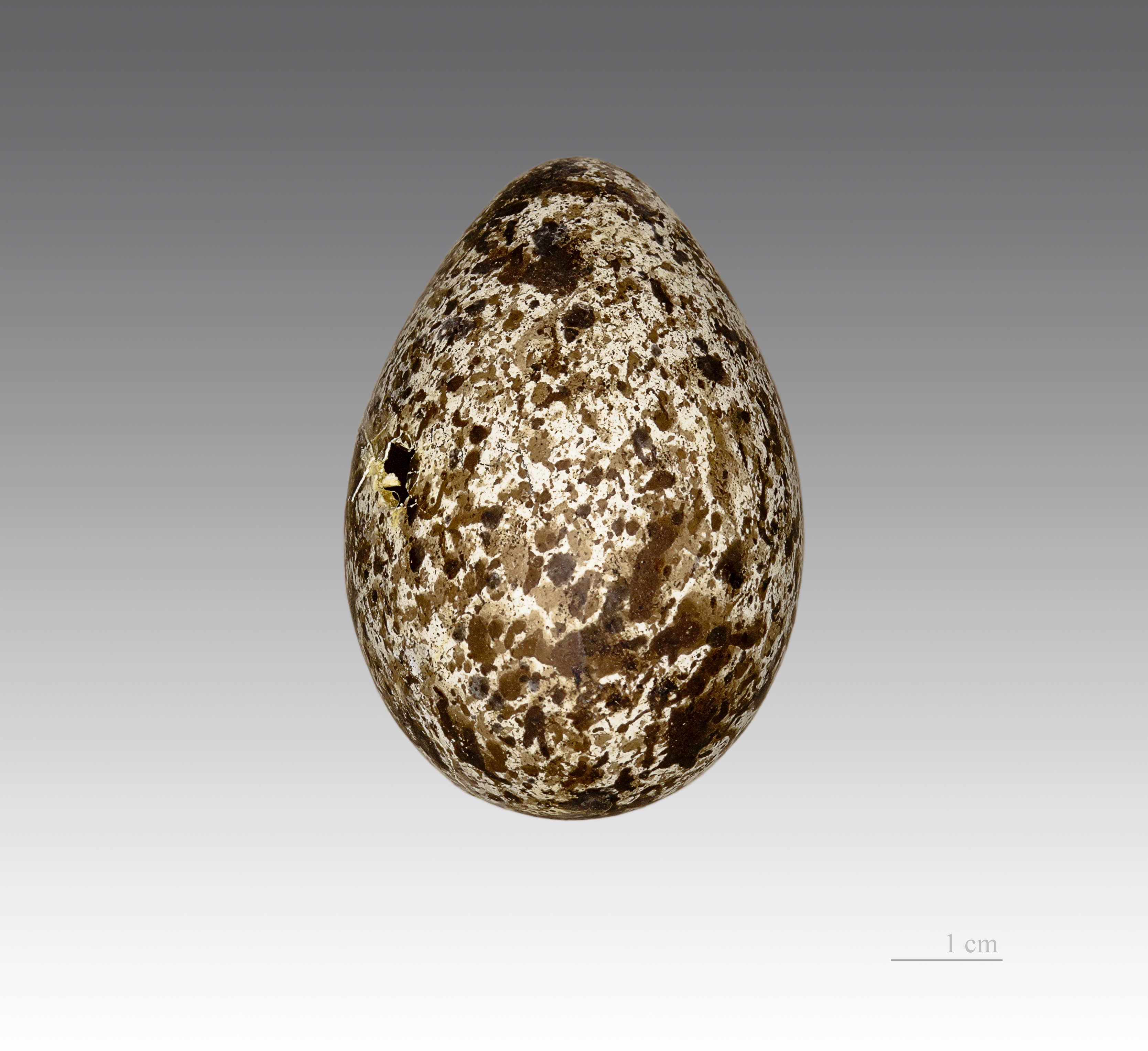
Jajo z kolekcji muzealnej

Pochwodziób czarnodzioby gnieździ się w parach, w sąsiedztwie kolonii ptaków morskich takich jak pingwiny i kormorany, oprócz części Wysp Kerguelena. Latem niemal wszystkie pochwodzioby czarnodziobe można spotkać w koloniach pingwinów, szczególnie pingwinów skalnych i złotoczubych.
Na Wyspie Heard pary w październiku (wiosną) zajmują terytoria i budują gniazda z trawy, czasem piór pingwinów i innych znalezionych przedmiotów. Samica składa 2–3 jaja, z których zwykle wykluwają się dwa pisklęta. Wysiadywaniem jaj przez 19 dni zajmuje się oboje rodziców. Zdarza się, że w pary łączą się dwie samice.
Poza sezonem lęgowym tworzy luźne grupy liczące od 2 do 20 ptaków, żerujące na wybrzeżach w sąsiedztwie kolonii pingwinów i haremów mirungi południowej (słoni morskich). Ptaki te są osiadłe, czasem przemieszczają się w obrębie archipelagu w poszukiwaniu lepszych żerowisk. Jeśli warunki pozwalają, ptaki te spędzają dużo czasu kąpiąc się w strumieniach i oczkach wodnych na wybrzeżu. Choć mogą się zapuszczać w głąb wysp, na Wyspie Heard stwierdzono, że unikają terenów porośniętych trawą tussock. Mniej niż połowa piskląt dożywa dorosłości; oczekiwana długość życia tych które przetrwają to 8 lat, mogą dożyć 14 lat. Dorosłe ptaki są często chwytane i zabijane przez skuy, młode czasem padają ofiarą kanibalizmu.

## Status
Ocenia się, że łącznie żyje 13–20 tysięcy tych ptaków, z czego 8,7–13 tysięcy dorosłych osobników. Liczebność tego gatunku przypuszczalnie maleje na skutek drapieżnictwa ze strony gatunków inwazyjnych, występujących na wyspach Subantarktyki. Takim zagrożeniem są zdziczałe koty, które powiązano ze spadkiem liczebności populacji na Wyspach Crozeta. Zasięg występowania pochwodzioba czarnodziobego jest jednak duży, a szacowane tempo malenia populacji dość małe, aby był uznawany za gatunek najmniejszej troski.